# PGLS
PGLS (англ. 6-phosphogluconolactonase) – білок, який кодується однойменним геном, розташованим у людей на короткому плечі 19-ї хромосоми. Довжина поліпептидного ланцюга білка становить 258 амінокислот, а молекулярна маса — 27 547.
| 10         |  | 20         |  | 30         |  | 40         |  | 50         |
| ---------- |  | ---------- |  | ---------- |  | ---------- |  | ---------- |
| MAAPAPGLIS |  | VFSSSQELGA |  | ALAQLVAQRA |  | ACCLAGARAR |  | FALGLSGGSL |
| VSMLARELPA |  | AVAPAGPASL |  | ARWTLGFCDE |  | RLVPFDHAES |  | TYGLYRTHLL |
| SRLPIPESQV |  | ITINPELPVE |  | EAAEDYAKKL |  | RQAFQGDSIP |  | VFDLLILGVG |
| PDGHTCSLFP |  | DHPLLQEREK |  | IVAPISDSPK |  | PPPQRVTLTL |  | PVLNAARTVI |
| FVATGEGKAA |  | VLKRILEDQE |  | ENPLPAALVQ |  | PHTGKLCWFL |  | DEAAARLLTV |
| PFEKHSTL   |  |            |  |            |  |            |  |            |

A: Аланін

C: Цистеїн

D: Аспарагінова кислота

E: Глутамінова кислота

F: Фенілаланін

G: Гліцин

H: Гістидин

I: Ізолейцин

K: Лізин

L: Лейцин

M: Метіонін

N: Аспарагін

P: Пролін

Q: Глутамін

R: Аргінін

S: Серин

T: Треонін

V: Валін

W: Триптофан

Кодований геном білок за функціями належить до гідролаз, фосфопротеїнів. 
Задіяний у такому біологічному процесі, як ацетилювання. 
Локалізований у цитоплазмі.